# Zbarazs ostroma

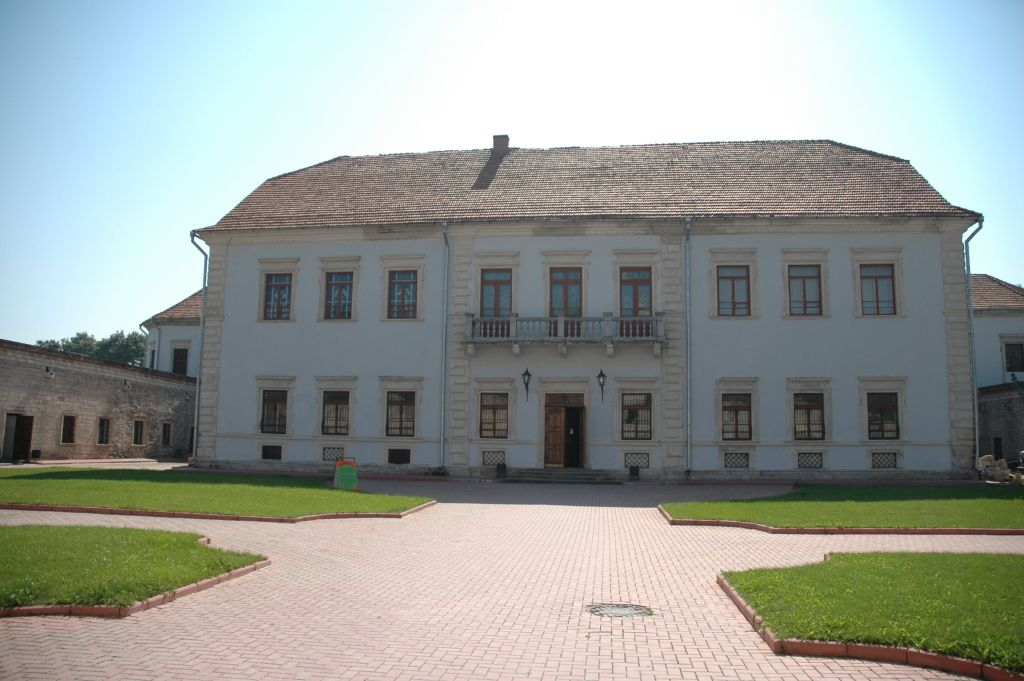
Zbarazsban, a belső várban látható ez a palota. Az 1649. július–augusztus között lezajlott ostromban itt volt a lengyel védősereg vezérének, Jeremi Wiśniowiecki hercegnek a főhadiszállása.

Zbarazs ostroma: A lengyelországi Zbaraż várát illetve városát 1649. július–augusztus között védték a lengyel csapatok Jeremi Wiśniowiecki herceg vezetése alatt Bohdan Hmelnickijjel és szövetségeseivel szemben. (A galíciai Zbaraż város ma Zbarazs (Збараж) néven Ukrajna területén fekszik.)

## Előkészületek
A piljavcei vész és Lviv elestével Hmelnickij már lengyel területen járt, oldalán a százezer főt meghaladó káni hadakkal. Az előretörő ellenség már Krakkót fenyegette, a tatárok elöljáró portyázói is a város térségében jártak.
A védők a külföldi hatalmaktól reméltek segítséget. A hetman ráadásul követséget menesztett Sztambulba, hogy a török szultántól is támogatást kérjen.
A válságos helyzetben elfogadott lengyel haditerv az volt, hogy egy várat jelölnek ki ellenállási pontként, amely falainál a főerők feltartóztatják az ellenséget, s eközben egybegyűjtik a többi királyi és egyéb reguláris hadakat, valamint a nemesi fölkelést.
Eredetileg Konstantynówot tették meg a védekezés helyéül, de utóbb Zbarazs erősségére esett a választás. Ez a vár ma Ukrajnában fekszik, Lvivtől nyugatra, egy mocsaras területen. Ott négy kinevezett regementárius vette át az irányítást, akik végül Wiśniowieckinek adták át a tisztséget, mivel a védősereg nagyobbrészt az ő katonáiból tevődött össze.
A várat sáncokkal erősítették meg.

## A szembenálló erők összetétele
Zbarazsban állomásozó erőket lengyel és litván hadak mellett kipróbált szemen, oláh és rutén ezredek, hercegi tatárok, német, valamint magyar, sőt fehérorosz katonák álltak, összesen 15 ezren.
Július 10-én érkezett a várhoz Hmelnickij a kozák seregekkel és parasztok seregeinek nagy tömegével, a másik szárnyon a krími hordákkal, kikkel személyesen tartott III. Islam Girej kán is, aki a vezérletet Tuhaj-bej kezébe adta. Hmelnickij seregét megerősítette zsoldosokkal: törökkel, vagy hódoltsági és román fejedelemségekből való harcosokkal. Annak ellenére, hogy a korabeli eltúlozták a felkelők és szövetségeseik számát biztosan jelentős számbeli fölényben lehettek a lengyelekkel szemben, úgy 70 és 100 ezer fő között.

## Az ostrom
Az elővédet a védők július 12-én szétverték és már másnap megindult a roham Zbarazs elfoglalására. A kozákok Gniezna folyó és a várat déli oldalról határoló tó felől támadtak, ahol a védművek még el sem készültek teljesen, ennek ellenére sikerült azokat megvédeni.
A lengyel lovasság több kirohanást intézett a támadók ellen, és a nap végére visszaverték a rohamot. A következő hetekben Hmelnickij reguláris ostromba kezdett. A falakat sáncokkal, futóárkokkal és ostromtornyokkal igyekezett megközelíteni. A védművek előtt nyílt csaták alakultak ki, a védők sűrű kirohanásokkal zavarták az ostromlókat.
Zbarazst teljesen körülzárták, így nem juthatott be semmiféle utánpótlás. A tavon át a kozákok és a tatárok sajkákon próbálták megközelíteni a falakat, amelyeket ezen a ponton az oláh zászlóaljak védelmeztek.
A védők hősiesen küzdöttek, de egyre fogyatkozott számuk, a katonák nagy része már a teljes kimerülés szélén állt. Komoly tartalékaik nem lévén, rövidesen élelmiszerszűkébe kerültek, és augusztusban már hadianyaghiánnyal is küszködtek. A védőket a kiéheztetés veszélye fenyegette.
A meghirdetett nemesi felkelésre a csapatok csak lassan szállingóztak a királyhoz, aki végül egymaga úgy 20-30 ezer fős seregével elindult toporówi főhadiszállásáról Zbarazsba.

## Az ostrom vége, azborovi békemegkötése
Zbarazstól nem messze, Zborówban a felmentő sereg megütközött a kozákokkal. A véres csata nem járt eredménnyel, sőt a király is fogságba esett. A kán ellenben sátorába fogadta, vendégül látta, és egyezséget kötött vele. Hmelnyickijt a tatárok fegyveres fenyegetéssel kényszerítették, s így kénytelen volt aláírni a zborovi békét, a lengyel védők pedig Wiśniowiecki vezetésével szabadon elvonulhattak a várból.

## Irodalmi hivatkozások
- Henryk Sienkiewicz: Tűzzel-vassal